# Reon Kadena
Reon Kadena (かでなれおん, Leon Kadena). Anteriormente conocida como Minamo Kusano. (n. 19 de febrero de 1986, en la Prefectura de Osaka, Japón). Es una actriz y gravure idol japonesa.

## Biografía
Kadena inició su carrera en 2001, como una modelo de glamour. En diciembre de 2003 lanzó su primer PhotoBook, titulado: "HHH", así como un vídeo gravure del mismo nombre. 
En junio de 2004 liberó su segundo Photobook, donde posó desnuda. El mismo se tituló: "Hadaka No Reon". En 2005 debutó como actriz en el dorama televisivo; "Ichiban kurai no hayoa kemae". 
Posteriormente liberó 3 libros más de huecograbado y 10 videos softcore durante el periodo 2005-2008.

## Actualidad
Con los años enfocó su carrera como actriz, misma que sigue desempeñando en la actualidad.

## Como modelo

### Photobooks
- HHH (2003)
- hadaka no reon Shinoyama Kishin + Kadena Reon (2004)
- Digital photobook (2006)
- Reon Kadena Calendar (2006)

### Vídeos
- Tri Puru H (2004) bajo el nombre de Minamo Kusano
- Leon (2004)
- Girl's Desire (2004)
- Virginity (2005)
- Reon Style (2005)
- Make You Happy (2006)
- My Reflection (2006)
- Memories (2006)
- Kami no Hidari Te, Akuma no Migi Te (2006)
- The Making of Dark Fantasy (2006)
- The Document of 'God's Left Hand, Devil's Right Hand'  (2006)
- Dream Planet (2007)
- Noraneko Kadena Reon & Wild Cats Morishita Yuuri Nakamura Chise Akiyama Yu Okinawa Yori Ai Wo Komete (2008)
- Noraneko Morishita Yuuri & Wild Cats Kadena Reon Nakamura Chise Akiyama Yu Okinawa Yori Ai Wo Komete (2008)
- Noraneko Nakamura Chise & Wild Cats Kadena Reon Morishita Yuuri Akiyama Yu Okinawa Yori Ai Wo Komete (2008)

## Como actriz

### Filmografía
Películas
- Pikan fufu (2005)
- Sairento (2006)
- God's Left Hand, Devil's Right Hand (2006)
- Jitsuroku mutekido (2007)
- Secret Undercover Agent: Wildcats in Strip Royale (2008)
- MW (2009)
- Kafu o machiwabite (2009)
- Kamen Rider x Kamen Rider 000 and W Featuring Skull: Movie War Core (2010)
- Paradise Kiss (2011)
- CLUB NICOLA (2011)
- J-SCHOOL HIGH CLASS 2 EVOLUTION (2011)
- Shin S to M gekijo ban (2013)
- The Pinkie (2014)
- Ichijiku no mori (2014)
- Samayō koyubi (2014)
- Ghost Re:Birth: Kamen Rider Specter (2017)

Doramas
- Ichiban Kurai no wa Yoake Mae (2006)
- Kuroi Taiyo (2006)
- Shine in the Dark (2006)
- Maid Deka (2009)
- Jyouou Virgin (2009)
- Omiya-san 7  (2010)
- Keishicho Sosa Ikka 9 Gakari 5 (2010)
- Omiyasan dai 7 shirizu (2010)
- Shin Keishicho sosaikka 9 kakari 2 temporada (2010)
- ishimura kyotaro toraberumisuteri 54 izu noumi ni kieta on na (2010)
- Kimono 3 〜Special Edition〜 (2010)
- Omiyasan dai 8 shirizu (2011)
- Detective Conan: Kudo Shinichi e no Chousenjou (2011)
- Shin minami no te io (2012)
- Shin omiyasan (2012)
- Taimu suku puhanta 4 Temporada (2012)
- Shiawase no Jikan (2012)
- Hora akushidentaru (2013)
- Nishimura kyotaro tora berumi suteri (2013)
- Bussen (2013)
- Hokkaido keisatsu waraukeikan (2013)
- Totsukawa keibu shirizu 50 (2013)
- Jinrui gakusha Misaki Kumiko no satsujin kantei (2013)
- Kasoken noon na dai 13 shirizu (2013)
- Ju kawa sosajan (2014)
- Tetsudo Sosakan 14 (2014)
- Kari ya chichi musume shirizu (2014)
- Nezumi-Kozo, Running Around Edo (2014)
- Ketsudan (2015)
- Wairudo hīrozu (2015)
- Shokatsu tamashi (2015)
- Dr. Hikijiro (2015)
- Kamen Rider Ghost (2016)

Comerciales
- Dai senran!! Sangokushi batoru zengun kaisen (2012)